# SStB – Gutenberg
Die SStB – Gutenberg war eine Dampflokomotive der Südlichen Staatsbahn (SStB) Österreich-Ungarns.
Die Lokomotive war die letzte von der SStB bestellte Maschine.
Sie wurde von Sigl in Wien 1857 als erste Lokomotive geliefert.
Der Name GUTENBERG resultiert aus der Tatsache, dass Georg Sigl ursprünglich Buchdruckmaschinen baute.
Die Lokomotive kam 1858 im Zuge der Privatisierung österreichischer Staatsbahnen zur Südbahngesellschaft, die ihr die Nummer 291 und die Reihennummer 12 (ab 1864 17) zuwies.
Die Ausmusterung erfolgte 1880.